# Divorzio alla siciliana
Divorzio alla siciliana è un film del 1963 diretto da Enzo Di Gianni.

## Trama
In un paese siciliano, il barone Filippo Buduro detto "Fifi", non accetta che gli uomini siano traditi dalle mogli e critica un altro barone, che uccise la moglie dopo averne favorito il tradimento e ne ebbe solo tre anni di carcere.
Il barone Buduro, invece si serve della mafia per far sparire le sue due prime mogli e nel processo viene assolto per insufficienza di prove.
Si reca poi a Roma per cercare una nuova moglie: gli viene presentata Marisa, una ballerina da night, la porta in Sicilia, dove di lei si innamora il capo della mafia locale, che progetta di uccidere il barone Buduro, per conquistare la ragazza.
La presenza della bella Marisa, provoca, però, una serie di omicidi tra i vari componenti della mafia, che si eliminano uno con l'altro, nel tentativo di sposarla.
Sarà il sacrestano del convento a sposare Marisa, rivelandosi come il vero capo della mafia locale, finendo anche lui assassinato per mano di un giovane atleta che aveva già una relazione con la ragazza.
Alla fine i due decidono insieme di recarsi in America, dove non esiste il "divorzio alla siciliana" e Marisa rivela di essere anche lei una vera siciliana.